# Espada flamígera

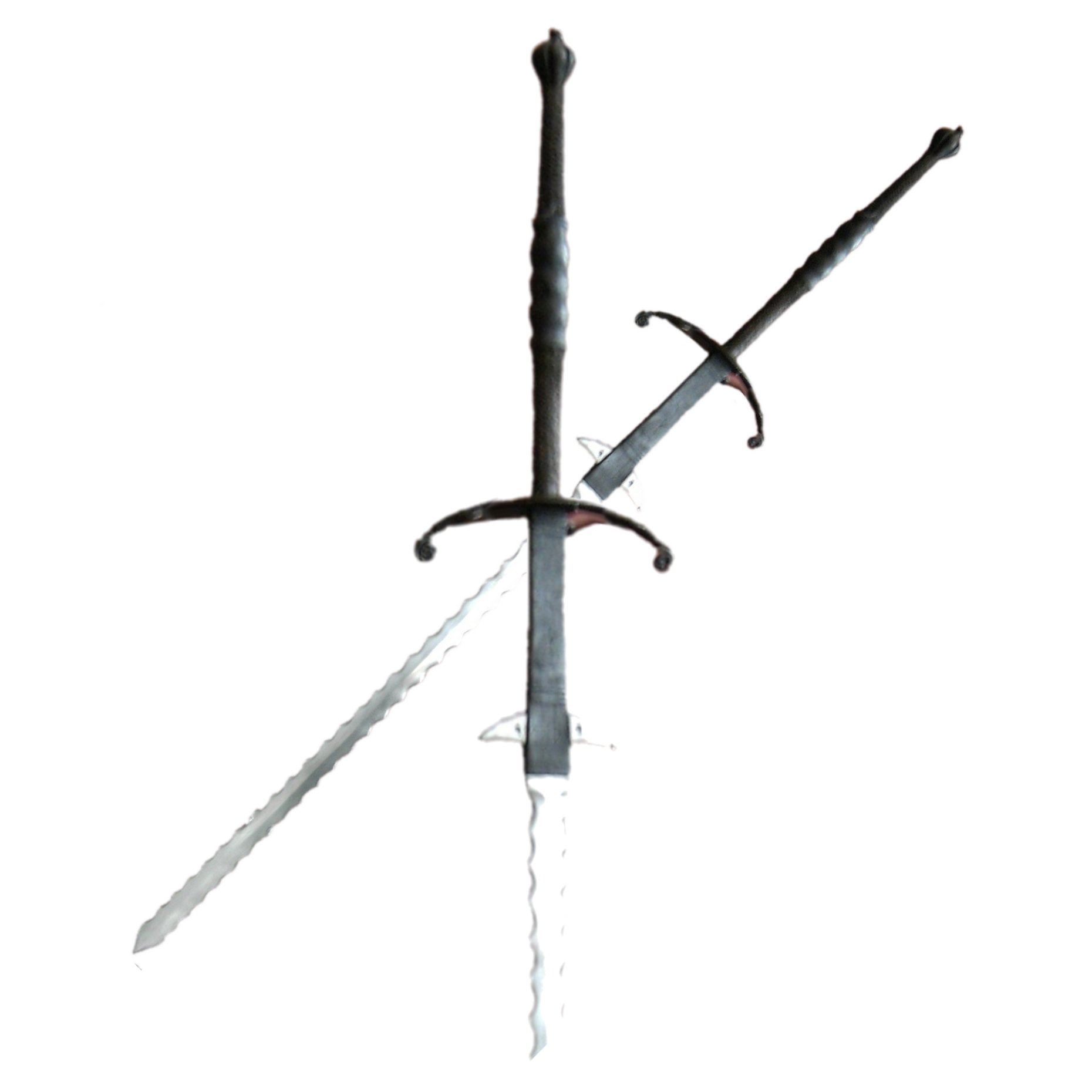
Una Flammenschwert. Esta es una zweihänder con una hoja y mango excepcionalmente largos, una guarda ancha y ricasso con dos ganchos de parada.

Una espada flamígera o espada ondulada tiene una característica hoja ondulante. La onda en la hoja es frecuentemente considerada como un detalle para darle a la espada una apariencia de llama. Aunque es principalmente decorativa, algunos atributos de la hoja ondulada eran útiles en combate. Los principales tipos de espadas flamígeras son espadas roperas o zweihänder, aunque han existido otros tipos de espadas con hojas flamígeras.

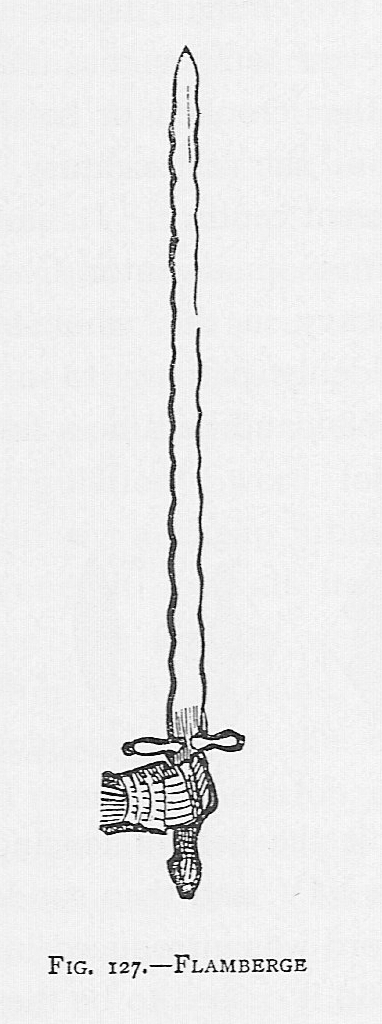
Una espada flamberga.

## Flambard,flammardyFlammenschwert
La espada de dos manos con hoja flamígera es llamada flambard o flammard en francés y Flammenschwert en alemán (literalmente "espada de flama"). Estas espadas son muy similares a las zweihänder, siendo su hoja la única diferencia. Al igual que otras zweihänder, fueron empleadas durante el siglo XVI por los lansquenetes, espadachines bien entrenados y experimentados, que eran llamados Doppelsöldner (soldado doble) porque recibían paga doble.

## Flamberga

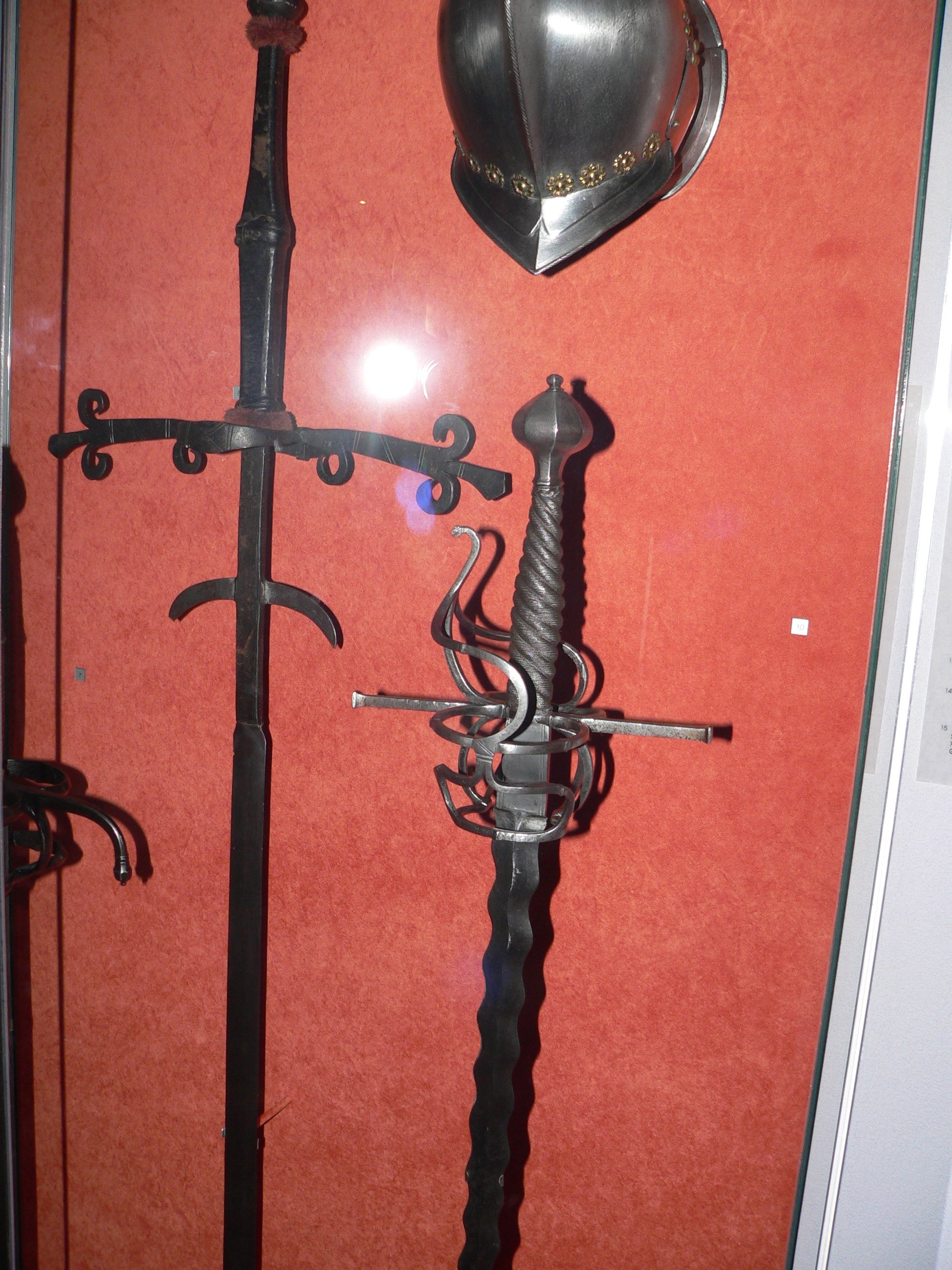
Una espada ropera con hoja flamígera (derecha).

La palabra flamberga, que significa "hoja de flama", es una hoja ondulante que puede encontrarse tanto en espadas largas como en espadas roperas. El parar un ataque con esta espada puede transmitir vibraciones incómodas a la espada del atacante. Estas vibraciones hacen que las espadas ralenticen el contacto entre ellas, ya que cada onda produce fricción adicional. La inusual sección transversal de la hoja podía infligir heridas más anchas con una estocada, manteniendo la ligereza de la hoja. La palabra flamberga fue aplicada erróneamente a espadas de dos manos y posteriormente fue empleada para referirse a espadas roperas con hoja recta.